# 비두초등학교
비두초등학교는 대한민국 강원특별자치도 원주시에 있는 초등학교다.

## 학교 연혁
- 1947.04.01. 문막국민학교 비두분교장인가
- 1948.04.01. 비두국민학교 승격 초대교장 황용봉 부임
- 1981.03.23. 비두국민학교 병설유치원 개원
- 1996.03.01. 비두초등학교로 개칭
- 2025.01.03. 제71회 졸업식(총 1959명)
- 2025.03.01. 제32대 문경화 교장 부임